# Chi Huyết xa
Chi Huyết xa (danh pháp khoa học: Wissadula) là một chi thực vật thuộc phân họ Cẩm quỳ (Malvoideae) trong họ Cẩm quỳ (Malvaceae).
Bao gồm các loài:
- Wissadula amplissima, (L.) R. E. Fries +
- Wissadula contracta, (Link) R. E. Fries +
- Wissadula diffusa, R.E.Fr.
- Wissadula divergens, (Benth.) Benth. & Hook.
- Wissadula periplocifolia, (L.) K. Presl ex Thwaites +